# Cratere Hell

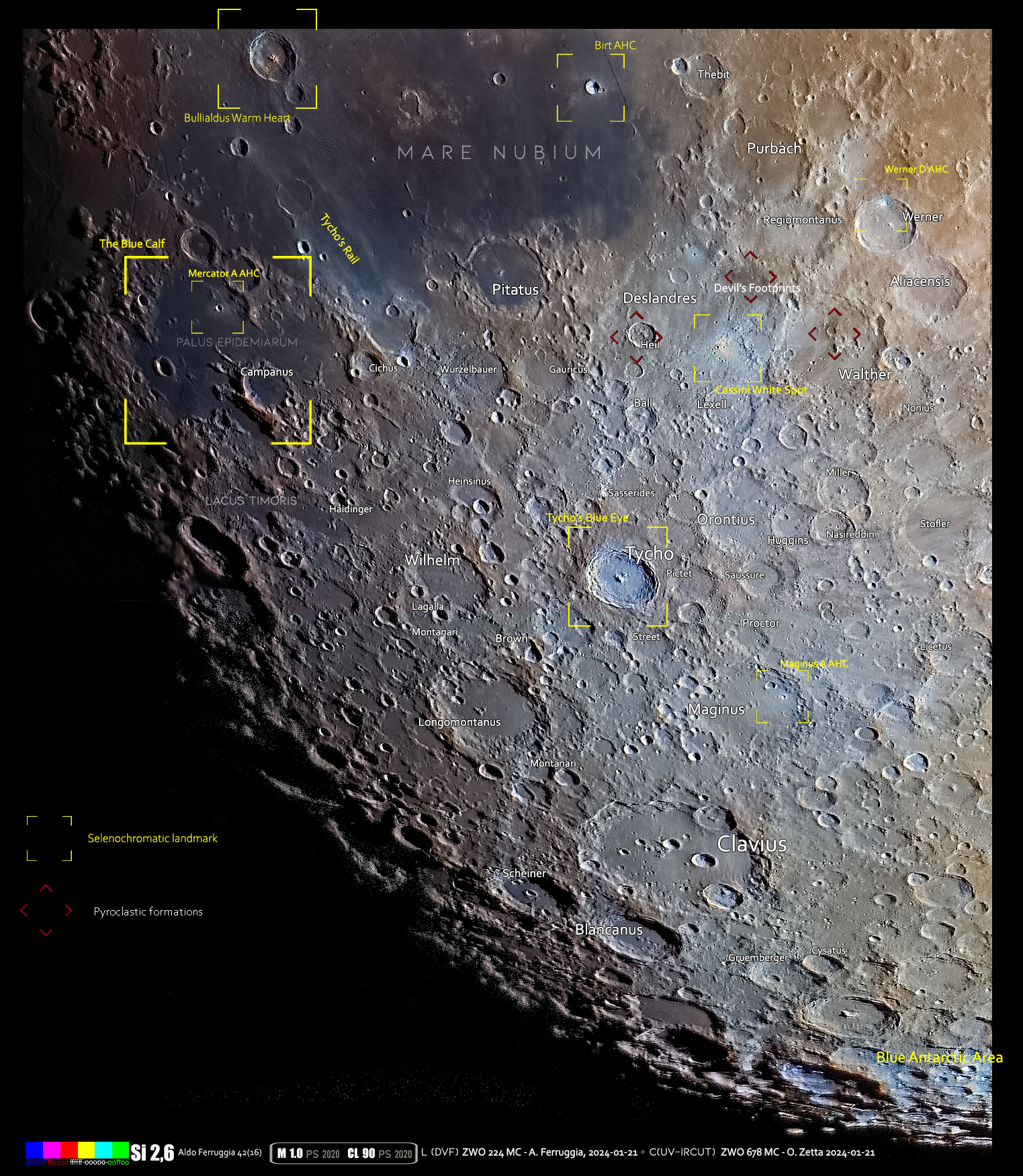
Area del cratere in formato selenocromatico

Hell è un cratere lunare di 33,31 km situato nella parte sud-occidentale della faccia visibile della Luna.
Il cratere è dedicato all'astronomo ungherese Maximilian Hell.

## Crateri correlati
Alcuni crateri minori situati in prossimità di Hell sono convenzionalmente identificati, sulle mappe lunari, attraverso una lettera associata al nome.
| Hell | Coordinate           | Diametro (in km) |
| ---- | -------------------- | ---------------- |
| A    | 33°54′36″S 8°27′36″W | 20,97            |
| B    | 30°00′36″S 5°48′00″W | 21,55            |
| C    | 34°06′36″S 6°30′00″W | 13,96            |
| E    | 34°37′48″S 6°12′36″W | 9,32             |
| H    | 31°43′48″S 3°49′12″W | 4,87             |
| J    | 29°42′00″S 6°52′12″W | 5,19             |
| K    | 34°05′24″S 5°18′00″W | 4,82             |
| L    | 30°39′00″S 4°43′12″W | 5,33             |
| M    | 30°21′00″S 4°46′12″W | 9,68             |
| N    | 30°03′36″S 5°00′00″W | 3,45             |
| P    | 32°32′24″S 5°46′12″W | 3,42             |
| Q    | 33°00′00″S 4°28′12″W | 3,75             |
| R    | 32°43′12″S 6°33′36″W | 3,02             |
| S    | 33°31′48″S 6°16′12″W | 3,73             |
| T    | 33°42′00″S 7°02′24″W | 4,02             |
| U    | 33°24′S 9°12′W       | 4,21             |
| V    | 32°49′48″S 8°49′48″W | 7,16             |
| W    | 32°33′36″S 8°40′12″W | 6,61             |
| X    | 31°57′36″S 9°12′00″W | 4,04             |